# Ferenc Rákosi
Ferenc Rákosi (Pančevo, 25 november 1910 – Boedapest, 10 juli 1987) was een Hongaars handballer.
Op de Olympische Spelen van 1936 in Berlijn eindigde hij op de vierde plaats met Hongarije. Rákosi speelde vier wedstrijden.
In zijn actieve tijd was hij aangesloten bij Elektromos SE.
Antal Benda · Sándor Cséfai · Ferenc Cziráki · Miklós Fodor · Lőrinc Galgóczi · János Koppány · Lajos Kutasi · Tibor Máté · Imre Páli · Ferenc Rákosi · Endre Salgó · István Serényi · Sándor Szomori · Gyula Takács · Antal Újváry · Ferenc Velkey